# Arnold Tschikobawa
Arnold Tschikobawa (georg. არნოლდ სტეფანეს ძე ჩიქობავა; * 26. März 1898 in Satschikobawo, Russisches Kaiserreich; † 5. November 1985 in Tiflis) war ein georgischer und sowjetischer Philologe.

## Leben und Werk
Geboren im Gouvernement Kutaissi als Sohn armer Bauern, begann Tschikobawa seine akademische Laufbahn 1918 mit dem Studium der Altgeorgischen Sprache, Allgemeinen Sprachwissenschaft sowie Psychologie an der Universität Tiflis, u. a. bei Iwane Dschawachischwili und Akaki Schanidse. Er gehörte 1922 zum ersten Abschlussjahrgang dieser Universität überhaupt, 1922 erhielt er dort eine Aspirantur, 1928 veröffentlichte er sein erstes Buch, zugleich seine Doktorarbeit: Das Problem des einfachen Satzes in der georgischen Sprache, und legte damit einen Grundstein zur Erforschung der georgischen Syntax.
Ab 1926 hielt er Vorlesungen, 1933 wurde er an der Universität Tibilisi zum Professor berufen und lehrte dort bis 1985. Von 1933 bis 1960 leitete er die Fakultät für Kaukasusstudien, die durch seine Initiative gegründet worden war. Er war der Verfasser und Redakteur einer Reihe von Wörterbüchern und Publikationen zur Kaukasiologie, z. B. veröffentlichte er 1938 eine Grammatische Analyse des tschanischen Dialektes und er war von 1950 bis 1964 der Chefredakteur des Universalwörterbuches der Georgischen Sprache.
Tschikobawas Arbeit widmete sich besonders Fragen der strukturellen, historischen sowie historisch-vergleichenden Erforschung der Ibero-Kaukasischen Sprachen.
1941 war er eines der Gründungsmitglieder der Georgischen Nationalen Akademie der Wissenschaften. Von 1974 bis 1985 war er der Chefredakteur der einmal jährlich erscheinenden wissenschaftlichen Zeitschrift Annual of Ibero-Caucasian Linguistics (orig. russisch: Ежегодник иберийско-кавказского языкознания).
In den 1950er und 1960er Jahren hatte Tschikobawa einen großen Einfluss auf die sowjetischen Linguisten; seine Einführung in die Sprachwissenschaften galt als Grundlagenwerk. Das Institut für Sprachwissenschaften an der Akademie der Wissenschaften in Tiflis, an dessen Gründung er maßgeblich beteiligt war und welches er in den Jahren 1950 bis 1952 geleitet hat, trägt ihm zu Ehren seinen Namen. Die Humboldt-Universität Berlin hat ihn mit der Ehrendoktorwürde ausgezeichnet.
Tschikobawa wurde dreimal mit dem Leninorden ausgezeichnet. Er wurde im Park der Universität Tiflis beigesetzt.

### StalinsLinguistikbriefe
Er galt als ein Streiter gegen die Ansichten Nikolai Marrs, insbesondere dessen Japhetitentheorie (später „Neue Lehre von der Sprache“), die zu jener Zeit in der Sowjetunion offiziell anerkannt war und unterstützt wurde. Tschokibawas Standpunkt war in etwa der, dass Marr die verschiedenen Sprachsysteme in ein und dasselbe, nämlich sein eigenes, Schema pressen und mithin nicht dem marxistischen Anspruch gerecht werden würde, die wirkliche Entwicklung jeder Sprache nachzuvollziehen (historisch-vergleichend), sondern vielmehr durch Hierarchisierungen auf Grundlage der eigenen vorgefassten Kategorien, Ressentiment, Rassismus etc. Vorschub leiste.
Dank seiner Freundschaft zum 1. Sekretär des ZK der KP Georgiens gelang es Tschikobawa, einen Brief an Josef Stalin weiterzuleiten. Dieser Brief weckte Stalins Interesse und sie trafen sich. Infolgedessen begann 1950 in der Prawda eine Diskussion unter dem Titel Der Marxismus und Fragen der Sprachwissenschaft, die in Stalins bekannten Briefen zur Sprachwissenschaft („Linguistikbriefe“) gipfelte, die auf die Gespräche mit Tschikobawa Bezug nehmen und Marr kritisieren. Tschikobawa lieferte auch den ersten Beitrag zur Diskussion. Außerdem wird vermutet, dass Tschikobawa als Ghostwriter an Stalins Briefen mitgewirkt hat.
Es gibt mehrere Vermutungen, was das Motiv für den Eingriff Stalins in die wissenschaftliche Kontroverse angeht. Neben persönlichen Ambitionen Stalins, vermutet besonders eine Reihe ausländischer Philologen, dass die Argumentation Tschikobawas ausschlaggebend gewesen sei.
Die deutsche Philologin und Schülerin Tschikobawas, Gertrud Pätsch, bezog sich 1955 in ihren Grundfragen der Sprachtheorie auf die Linguistikbriefe.

## Veröffentlichungen
- Vvedenie v jazykoznanie (Russisch: Einführung in die Sprachwissenschaft), Moskau, 1953
- (Zeitschriftenartikel): Über das Deduktive und Induktive in der allgemeinlinguistischen Theorie. Zeitschrift für Phonetik, Sprachwissenschaft und Kommunikationsforschung, B. 32, H. 5, 1979
- (Zeitschriftenartikel): Kogda i kak eto bylo (Russisch: Wann und wie das gewesen ist), Jahreszeitschrift der Ibero-Kaukasischen Sprachwissenschaft, XII, 1985, Seite 9–23. Digitalisat (auf Russisch)